# Closing the Ring
Closing the Ring is een romantische dramafilm uit 2007 onder regie van Richard Attenborough.

## Verhaal
In 1943 raakt een jonge Amerikaanse piloot betrokken bij een vliegramp in Belfast. Hij beseft dat zijn leven niet lang meer duurt, waardoor hij de verlovingsring die voor zijn vriendin bedoeld was, aan zijn buurman geeft met de bedoeling dat hij die aan de vriendin geeft. De oorlog weerhoudt hem er echter van dit te doen. Vijftig jaar later is er een andere man die de ring vindt en besluit deze alsnog terug te brengen naar de vrouw voor wie de ring bedoeld was.

## Rolverdeling
| Acteur              | Personage            |
| ------------------- | -------------------- |
| Shirley MacLaine    | Ethel Ann            |
| Christopher Plummer | Jack                 |
| Dylan Roberts       | Wilbur               |
| Gene Dinovi         | Huilende veteraan    |
| Neve Campbell       | Marie                |
| Allan Hawco         | Peter Etty           |
| Pete Postlethwaite  | Michael Quinlan      |
| Martin McCann       | Jimmy                |
| Steve Franks        | Koperspeler          |
| Chris Benson        | Plaatselijke sheriff |
| John Travers        | Jonge Quinlan        |
| George Shane        | Maginty              |
| Kristy Stuart       | Jonge Eleanor        |
| Marie Jones         | Mevrouw Doyle        |
| Karen Lewis         | Mevrouw Dean         |